# Едей (Хангаласский улус)
Еде́й (якут. Үөдэй) — село в Хангаласском улусе Республики Саха (Якутия) России. Административный центр и единственный населённый пункт Мальжагарского 4-го наслега.

## География
Село находится на юге центральной части Якутии, на левом берегу реки Лена, вблизи места впадения в неё реки Уэдей, на расстоянии примерно 146 км (по прямой) к юго-западу от города Покровск, административного центра улуса. Абсолютная высота — 123 м над уровнем моря.
Климат
Климат характеризуется как резко континентальный. Средняя температура воздуха самого тёплого месяца (июля) составляет 19 °C; самого холодного (января) — −40 °C. Среднегодовое количество атмосферных осадков составляет 200—350 мм.
Часовой пояс
Село Едей находится в часовой зоне МСК+6. Смещение применяемого времени относительно UTC составляет +9:00.

## Население
| 2002 | 2010 | 2012 | 2013 | 2014 | 2015 | 2016 |
| ---- | ---- | ---- | ---- | ---- | ---- | ---- |
| 364  | ↗386 | ↘383 | ↗387 | ↘386 | ↘382 | ↘380 |
| 2017 | 2018 | 2019 | 2020 | 2021 |      |      |
| →380 | ↗387 | ↗393 | ↘386 | ↘373 |      |      |

Половой состав
По данным Всероссийской переписи населения 2010 года в гендерной структуре населения мужчины составляли 51 %, женщины — соответственно 49 %.
Национальный состав
Согласно результатам переписи 2002 года, в национальной структуре населения русские составляли 33 %, якуты — 31 %.

## Улицы
| - ул. Василия Тарасова, - пер. Василия Филиппова, - ул. Короленко, - ул. Лесная, | - пер. Михаила Филиппова, - ул. Молодёжная, - ул. Нагорная, - ул. Николая Филиппова, | - ул. Октябрьская, - ул. Орджоникидзе, - ул. Сосновая, - ул. Юбилейная. |